# عاجی‌ها
عاجی‌ها (نام علمی: Dentalium) نام یک سرده از راسته عاجیان است.